# Янк, Богумил
Богумил Янк (чеш. Bohumil Jank; 6 июля 1992, Милевско, Писек, Чехословакия) — чешский хоккеист, защитник. В настоящее время является игроком клуба «Маунтфилд Градец-Кралове».

## Карьера
На драфте КХЛ в 2010 году был выбран «Будивельником» под номером 48. Хоккем начал заниматься в спортивной школе г. Милевско. С 2005 года выступал за юниорские комманды ХК «Ческе Будеёвице». В сезонах 2009-2011 провел 18 игр за основную команду. В январе 2011 года перешёл в клуб юниорской канадской лиги «Викториавилл Тайгерс». C 2011 по 2012 год являлся игроком ХК «Лев» и команды МХЛ «Татранские волки».

### Международная
Играл на двух молодёжных мировых первенствах, в 2011, 2012 годах. В 2010 году играл на юниорском первенстве мира, где являлся капитаном команды.

## Статистика
Последнее обновление: 8 октября 2013 года
```
                                            
                                            -------- Сезон -------    ------ Плей-офф ------
Сезон   Команда                     Лига    И    Г   П   О  Штр       И   Г   П  О  Штр
--------------------------------------------------------------------------------------------
2009-10	 Ческе-Будеёвице            ЧЭЛ      9    0    0    0    2    --   --   --   --   --
2010-11	 Ческе-Будеёвице            ЧЭЛ     11    0    1    1   12    --   --   --   --   --
2010-11  Викториавилл Тигрес       QMJHL    20    0   12   12   21     9    0    2    2   16
2011-12  Лев (Попрад)               КХЛ     13    0    1    1   12    --   --   --   --   --
2011-12  Татранские Волки           МХЛ     23    5    9   14   84    --   --   --   --   --
2012-13  Ческе-Будеёвице            ЧЭЛ     46    0    6    6   36     5    0    0    0    0
2013-14  Градец Кралове             ЧЭЛ      3    0    0    0    0    --   --   --   --   --

```